# Светогоров, Кондрат Дмитриевич
Кондра́т Дми́триевич Светого́ров  (1734 (по другим данным в 1735), Тверь — 1790, Тверь) — родился в купеческой семье. Занимался торговлей хлебом, а также канатом и полотном, изготовляемыми на собственной фабрике в Твери. Также участвовал в торговых казённых подрядах.
В структурах городского управления участвовал с 1768 г. В разное время занимал следующие должности:
1776—1779 — заседатель в тверском губернском магистрате;
1779—1782 — бургомистр в тверском городском магистрате.
С 24 января 1785 по 3 февраля 1788 гг. занимал должность тверского городского главы.
По завершении своих полномочий был гласным городской думы.
Имел дом N 32 в заволжской части 1-го квартала.